# 감자볶음

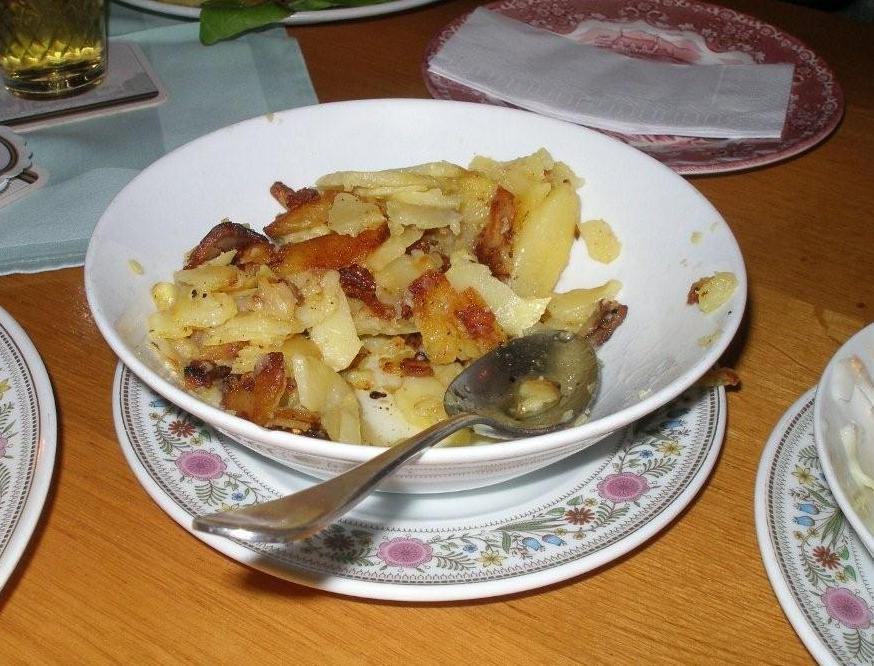

감자볶음(영어: fried potatoes)은 기름에 볶은 감자 요리이다. 미국에서는 "집에서 볶은 감자"라는 뜻의 "홈 프라이즈(home fries)나 "하우스 프라이즈(house fries)로도 부른다.

## 한국
감자채볶음은 감자를 채썰어 볶은 음식이다.

## 독일
브라트카르토펠른(Bratkartoffeln)은 팬으로 감자를 볶아낸 독일 요리로, 메인 요리와 함께 서빙되는 대중적인 사이드 디쉬이다.

## 같이 보기
- 감자튀김
- 해시 브라운
- 감자튀김